# Rajd Niemiec

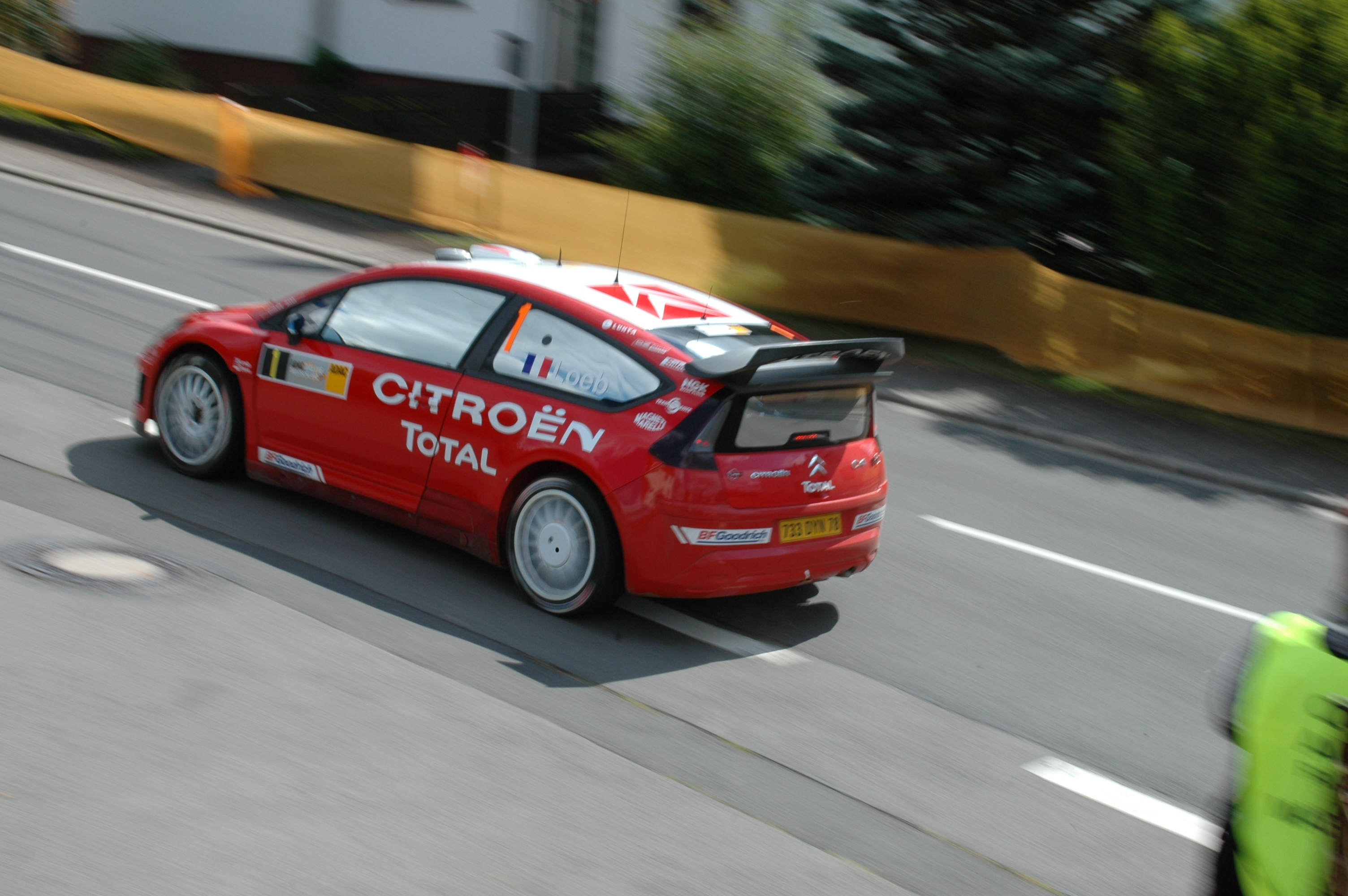
Sébastien Loeb podczas Rajdu Niemiec 2007

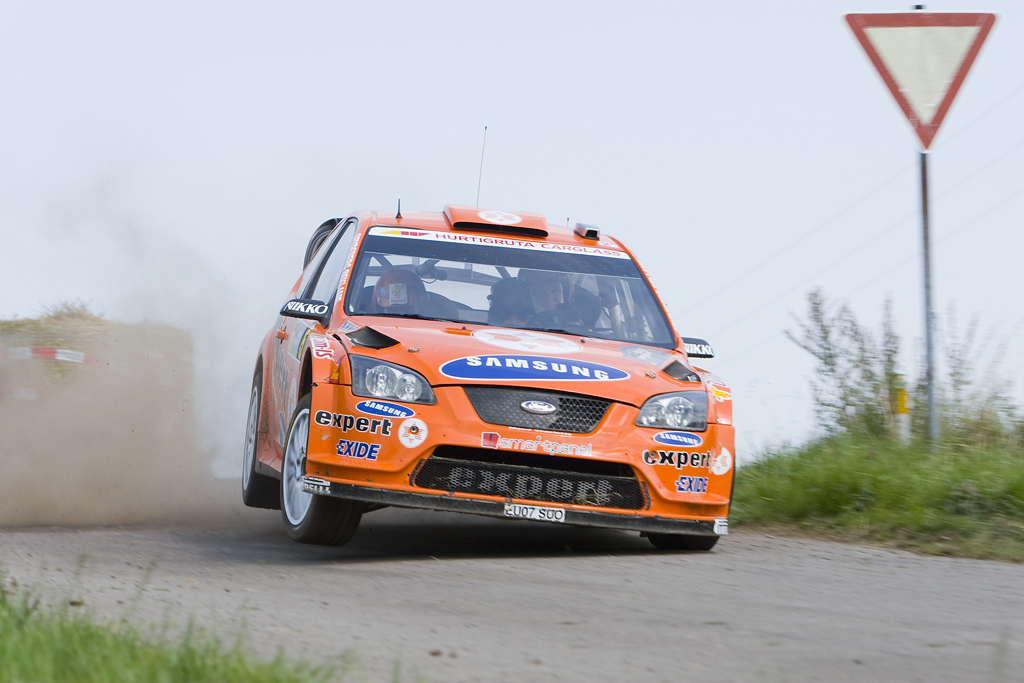
Henning Solberg podczas Rajdu Niemiec 2008

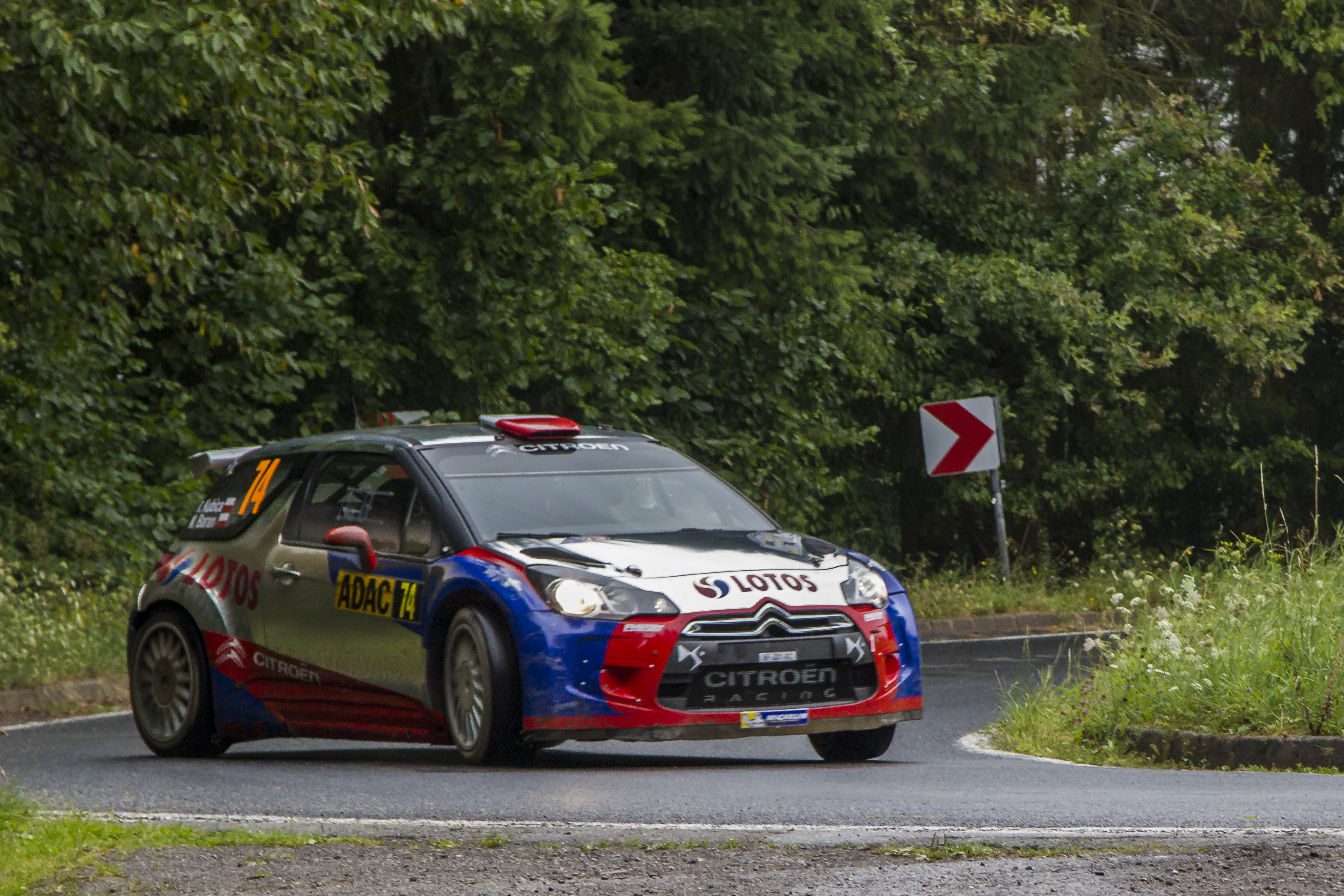
Robert Kubica podczas Rajdu Niemiec 2013

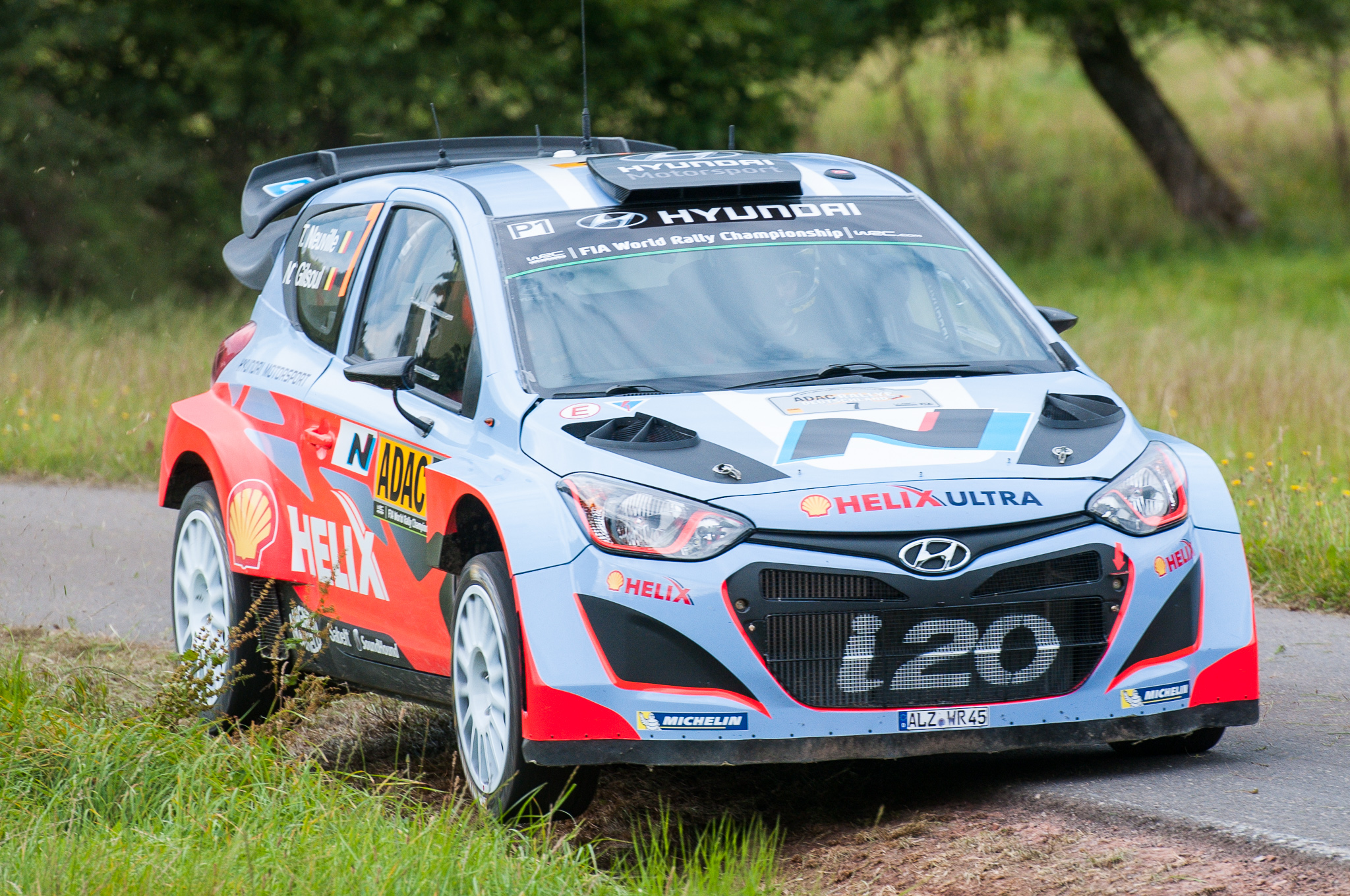
Zwycięzca Rajdu Niemiec w roku 2014 Thierry Neuville

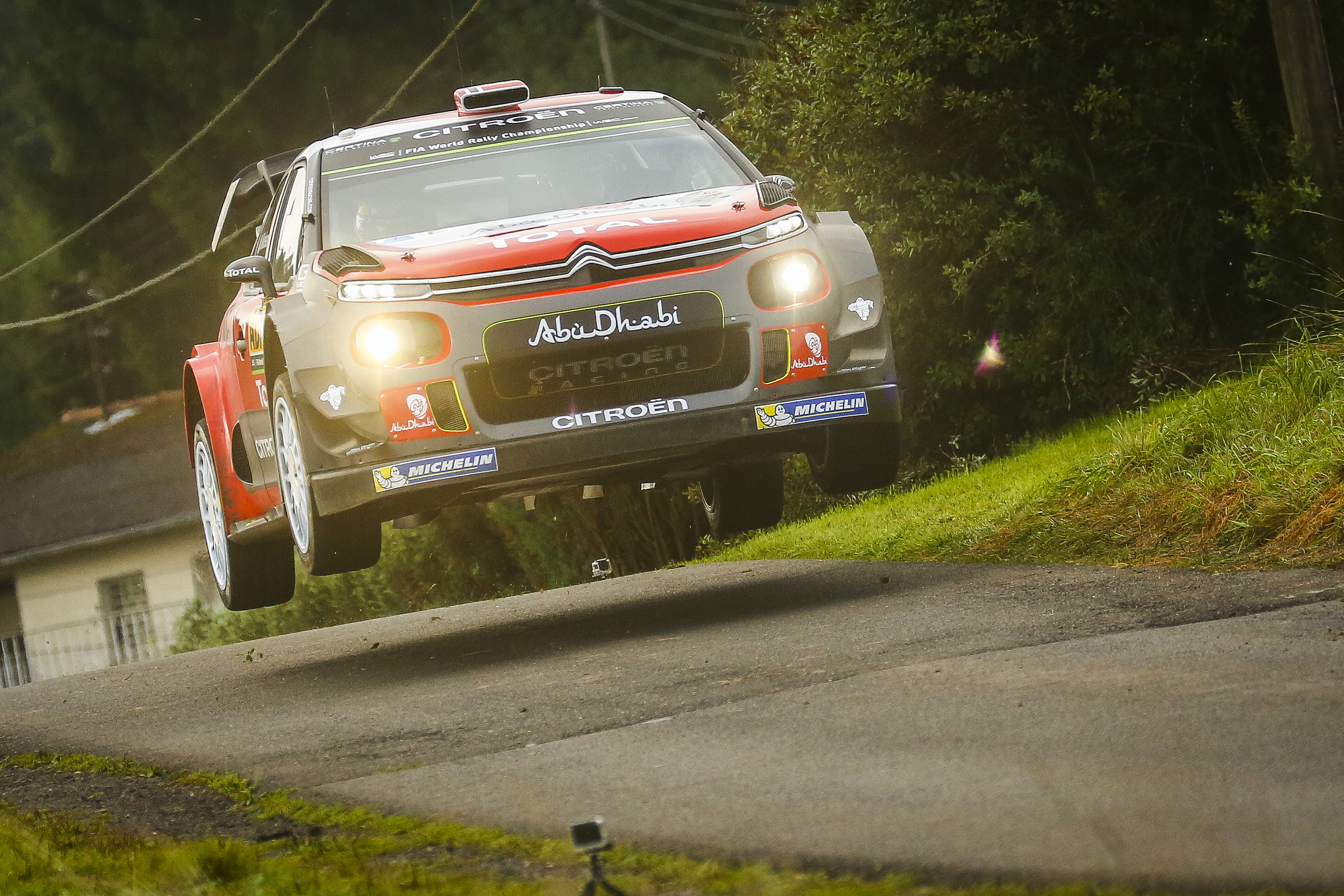
Andreas Mikkelsen podczas Rajdu Niemiec 2017

Rajd Niemiec (oficjalnie ADAC Rallye Deutschland) – rajd samochodowy organizowany obecnie pośród winnic zachodnich Niemiec z bazą rajdu w Trewirze. Trasa ma około 1200 km podzielonych na odcinki specjalne i łączące je odcinki dojazdowe.
Rajd odbywa się od 1982 roku. Od 2002 roku jest eliminacją Rajdowych Mistrzostw Świata. Odbywa się na drogach asfaltowych oraz betonowych na terenie poligonu wojskowego.

## Zwycięzcy
| Rok  | Nazwa rajdu                     | Kierowca          | Pilot                 | Samochód                   | Kategoria |
| ---- | ------------------------------- | ----------------- | --------------------- | -------------------------- | --------- |
| 1982 | 1. Rallye Deutschland           | Erwin Weber       | Matthias Berg         | Opel Ascona 400            |           |
| 1983 | 2. Rallye Deutschland           | Walter Röhrl      | Christian Geistdörfer | Lancia 037 Rally           |           |
| 1984 | 3. Rallye Deutschland           | Hannu Mikkola     | Christian Geistdörfer | Audi Sport Quattro         |           |
| 1985 | 4. Rallye Deutschland           | Kalle Grundel     | Peter Diekmann        | Peugeot 205 Turbo 16       |           |
| 1986 | 5. Rallye Deutschland           | Michèle Mouton    | Terry Harryman        | Peugeot 205 Turbo 16       |           |
| 1987 | 6. Rallye Deutschland           | Jochi Kleint      | Manfred Hiemer        | Volkswagen Golf GTI 16V    | ERC3      |
| 1988 | 7. Rallye Deutschland           | Robert Droogmans  | Ronny Joosten         | Ford Sierra Cosworth       | ERC20     |
| 1989 | 8. Rallye Deutschland           | Patrick Snijers   | Dany Colebunders      | Toyota Celica GT-Four      | ERC20     |
| 1990 | 9. Rallye Deutschland           | Robert Droogmans  | Ronny Joosten         | Lancia Delta Integrale 16V | ERC20     |
| 1991 | 10. Rallye Deutschland          | Piero Liatti      | Luciano Tedeschini    | Lancia Delta Integrale 16V | ERC20     |
| 1992 | 11. Rallye Deutschland          | Erwin Weber       | Manfred Hiemer        | Mitsubishi Galant VR-4     | ERC20     |
| 1993 | 12. Rallye Deutschland          | Patrick Snijers   | Dany Colebunders      | Ford Escort RS Cosworth    | ERC20     |
| 1994 | 13. Rallye Deutschland          | Dieter Depping    | Peter Thul            | Ford Escort RS Cosworth    | ERC20     |
| 1995 | 14. Rallye Deutschland          | Enrico Bertone    | Max Chiapponi         | Toyota Celica Turbo 4WD    | ERC20     |
| 1996 | 15. Rallye Deutschland          | Dieter Depping    | Fred Berßen           | Ford Escort RS Cosworth    | ERC20     |
| 1997 | 16. Rallye Deutschland          | Dieter Depping    | Dieter Hawranke       | Ford Escort RS Cosworth    | ERC20     |
| 1998 | 17. Rallye Deutschland          | Matthias Kahle    | Dieter Schneppenheim  | Toyota Corolla WRC         | ERC20     |
| 1999 | 18. Rallye Deutschland          | Armin Kremer      | Fred Berßen           | Subaru Impreza WRC         | ERC20     |
| 2000 | 19. Rallye Deutschland          | Henrik Lundgaard  | Jens Christian Anker  | Toyota Corolla WRC         | ERC20     |
| 2001 | 20. Rallye Deutschland          | Philippe Bugalski | Jean-Paul Chiaroni    | Citroën Xsara WRC          | ERC20     |
| 2002 | 21. ADAC Rallye Deutschland     | Sébastien Loeb    | Daniel Elena          | Citroën Xsara WRC          | WRC       |
| 2003 | 22. ADAC Rallye Deutschland     | Sébastien Loeb    | Daniel Elena          | Citroën Xsara WRC          | WRC       |
| 2004 | 23. OMV ADAC Rallye Deutschland | Sébastien Loeb    | Daniel Elena          | Citroën Xsara WRC          | WRC       |
| 2005 | 24. OMV ADAC Rallye Deutschland | Sébastien Loeb    | Daniel Elena          | Citroën Xsara WRC          | WRC       |
| 2006 | 25. OMV ADAC Rallye Deutschland | Sébastien Loeb    | Daniel Elena          | Citroën Xsara WRC          | WRC       |
| 2007 | 26. ADAC Rallye Deutschland     | Sébastien Loeb    | Daniel Elena          | Citroën C4 WRC             | WRC       |
| 2008 | 27. ADAC Rallye Deutschland     | Sébastien Loeb    | Daniel Elena          | Citroën C4 WRC             | WRC       |
| 2010 | 28. ADAC Rallye Deutschland     | Sébastien Loeb    | Daniel Elena          | Citroën C4 WRC             | WRC       |
| 2011 | 29. ADAC Rallye Deutschland     | Sébastien Ogier   | Julien Ingrassia      | Citroën DS3 WRC            | WRC       |
| 2012 | 30. ADAC Rallye Deutschland     | Sébastien Loeb    | Daniel Elena          | Citroën DS3 WRC            | WRC       |
| 2013 | 31. ADAC Rallye Deutschland     | Dani Sordo        | Carlos del Barrio     | Citroën DS3 WRC            | WRC       |
| 2014 | 32. ADAC Rallye Deutschland     | Thierry Neuville  | Nicolas Gilsoul       | Hyundai i20 WRC            | WRC       |
| 2015 | 33. ADAC Rallye Deutschland     | Sébastien Ogier   | Julien Ingrassia      | Volkswagen Polo R WRC      | WRC       |
| 2016 | 34. ADAC Rallye Deutschland     | Sébastien Ogier   | Julien Ingrassia      | Volkswagen Polo R WRC      | WRC       |
| 2017 | 35. ADAC Rallye Deutschland     | Ott Tänak         | Martin Järveoja       | Ford Fiesta WRC            | WRC       |
| 2018 | 36. ADAC Rallye Deutschland     | Ott Tänak         | Martin Järveoja       | Toyota Yaris WRC           | WRC       |
| 2019 | 37. ADAC Rallye Deutschland     | Ott Tänak         | Martin Järveoja       | Toyota Yaris WRC           | WRC       |

- WRC – Rajdowe mistrzostwa świata
- ERC – Rajdowe Mistrzostwa Europy